# La Geste des Princes-Démons

La Geste des Princes-Démons (titre original : Demon Princes) est un cycle de science-fiction de Jack Vance en cinq tomes parus de 1964 à 1981. 

## Présentation
Le héros, Kirth Gersen, traque à travers la galaxie cinq grands criminels, connus collectivement sous le nom de « Princes-Démons », responsables de la déportation en esclavage de son village natal pendant son enfance.
Ces cinq romans ont été écrits sur une période de dix-sept ans, de 1964 à 1981. Chaque roman traite d'un de ces grands criminels. Les Princes-Démons sont tous des artistes frustrés, à l'exception d'un criminel « non-humain », et chacun utilise un support différent pour assouvir ses fantasmes.

## Le Cycle
Il se compose donc de cinq tomes : (+ nom du Prince-Démon)
- Le Prince des étoiles (Star King, 1964), avec Attel Malagate ;
- La Machine à tuer (The Killing Machine, 1964), avec Kokor Hekkus ;
- Le Palais de l'amour (The Palace of Love, 1967), avec Viole Falushe ;
- Le Visage du démon (The Face, 1979), avec Lens Larque ;
- Le Livre des rêves (The Book of Dreams, 1981), avec Howard Alan Treesong.

## Univers

### L'Œcumène
Les romans se situent dans l'Œcumène, une association des mondes civilisés de la galaxie. Le reste de la galaxie fait partie de l'« Au-delà ».
La Compagnie de coordination de police intermondiale (CCPI) s'occupe de faire respecter les lois dans l'Œcumène, mais ne s'aventure que rarement dans l'Au-delà.

### Planètes de l'Œcumène
De nombreuses planètes constituent l'Œcumène, incluant:
- Système solaire
  - Terre
- Système de Cora
  - Dar Sai est une planète chaude et désertique possédant un grand satellite naturel, Mirrasou. Elle est habitée par les Darshs, qui s'abritent sous des grands parasols pour se protéger du soleil. Les Darshs minent les duodécimates, élément fictif transuranien stable qui a une grande valeur.
  - Methel s'appuie sur l'extraction du duodécimate sur Dar Sai pour assurer sa prospérité. Les methlens sont de riches banquiers et spéculateurs qui vivent dans l'opulence et une certaine décadence.

- Système d'Ophiuchus
  - Sarkovy est la seule planète de ce système solaire. Elle est constituée principalement de steppes. Son climat humide et nuageux favorise une végétation luxuriante, qui permet à ses habitants, les Sarkoys, de préparer de nombreux poisons.

- Système de Rigel
  - Alphanor est la capitale administrative et culturelle du système. Kirth Gersen a vécu sur Alphanor durant une partie de sa formation.
  - Olliphane est la capitable industrielle du système. Sa richesse en minerais et en ressources hydroélectriques ont permis aux industries de prospérer.
  - Ys

- Système de Véga, dont toutes les planètes furent initialement colonisées par des ordres religieux fanatiques
  - Aloysius
  - Boniface
  - Cuthbert

- Système de Mizar

- Planètes dont l'étoile n'est pas nommée par l'auteur
  - Providence est la planète natale de Kirth Gersen. Enfant, il résidait à Mount Pleasant, colonie agricole qui fut dévastée par les esclavagistes menés par les Princes-Démons

### Planètes de l'Au-Délà
- Système de Smade:
  - Planète Smade : c'est un corps rocheux orbitant autour d'une naine blanche. On y trouve la taverne de Smade, unique bâtiment de cette petite planète qui sert de décor au chapitre I du premier tome de la Geste, Le Prince des étoiles.

### L'Institut
L'Institut est une organisation éducative et sociale visant à contrôler la dissémination de la Technologie. Son dogme est que les hommes doivent travailler et même souffrir afin d'améliorer leur condition. Ses détracteurs pensent au contraire que si l'Institut n'existait pas, les inventions technologiques seraient très répandues, et la société utopique.
Les étudiants admis à l'Institut doivent parcourir un certain nombre de degrés sur une échelle qui en compte une centaine.